# Grey Villet
Charles Grey Villet (* 16. August 1927 in Beaufort West, Südafrika; † 2. Februar 2000 in Shushan, New York) war ein US-amerikanischer Fotojournalist südafrikanischer Herkunft.

## Leben
Grey Villet wurde 1927 im südafrikanischen Beaufort West als Sohn eines Arztes geboren. Als er noch ein kleiner Junge war, zog seine Familie nach Kapstadt, wo Villet aufwuchs. Auf Wunsch seines Vaters begann er recht erfolglos ein Medizinstudium an der Universität Kapstadt. Nachdem ihm der Verlobte seiner Schwester eine Kamera gegeben hatte, entdeckte er seine Leidenschaft für die Fotografie. Ende der 1940er Jahre konnte er seinen Vater überzeugen, ihn in London eine Ausbildung zum Fotografen beginnen zu lassen. Er verließ die Schule vorzeitig und war zunächst als Hochzeitsfotograf tätig, bevor er eine Anstellung bei den Bristol Evening News erhielt. Danach war er für Reuters in London tätig, bevor er Anfang der 50er Jahre nach Südafrika zurückkehrte und dort für den Star arbeitete. 1954 zog er nach New York City, wo er sich beim LIFE Magazin bewarb. Bald arbeitete Villet regelmäßig für das Magazin und erhielt für seine Arbeit mehrere Auszeichnungen. Bereits 1956 wurde er nach nur zweijähriger Arbeit für LIFE von der National Press Photographers Association und der Encyclopædia Britannica als Photographer of the Year ausgezeichnet.
Villet starb am 2. Februar 2000.
Aus seiner ersten Ehe mit der US-amerikanischen Journalistin Chiquita Villet gingen ein Sohn und eine Tochter hervor. 1961 lernte er bei einem Auftrag die Journalistin Barbara Villet kennen, die seine zweite Ehefrau wurde. Barbara Villet verwaltet seinen Nachlass und veröffentlichte mehrere Bücher über das Schaffen ihres Mannes.

## In der Populärkultur
Im Filmdrama Loving von Jeff Nichols, das sich mit der Geschichte von Richard und Mildred Loving auseinandersetzt, wird Villet vom Schauspieler Michael Shannon verkörpert.

## Werke
- mit Barbara Villet: Those Whom God Chooses. Studio, 1966, ISBN 978-0-670-70548-1.
- mit Barbara Villet: Blood River: The Passionate Saga of South Africa’s Afrikaners and of Life in their Embattled Land. Everest House, 1982, ISBN 978-0-89696-034-3.
- mit Barbara Villet: The Lovings: An Intimate Portrait. Princeton Architectural Press, 2017, ISBN 978-1-61689-556-3.